# Rubén de la Barrera
Rubén de la Barrera Fernández (ur. 18 stycznia 1985 w A Coruña) – hiszpański trener piłkarski.